# 大将 (お笑い芸人)
大将 (たいしょう、1984年4月27日 - )は、日本のお笑い芸人。本名は藤澤 大将（ふじさわ だいすけ）。岩手県盛岡市出身。北海道浅井学園大学（現：北翔大学）卒業。
2012年10月から2024年10月までスーパーニュウニュウの1人として活動した。ハギノリザードマンとともにユニットベルナルドとして活動しており、2025年1月に正式にコンビを結成した。